# عرائس المروج
عرائس المروج هو كتاب لجبران خليل جبران، يحوي ثلاث قصص قصيرة عابرة للعصور وللمناخات. من قصة الحب الخالدة بين ناثان ابن حيرام وعروسه، في بعلبك مدينة الشمس، إلى قصة مارتا التي تبيع شرفها لتعيل ابنها، وصولاً إلى قصة يوحنا الذي تُلصَق به تهمة الجنون لأنه يجرؤ على مهاجمة رجال الدين الذين يتحكمون بمصائر الفقراء، يختصر الكتاب فلسفة جبران المدافع الأول عن العدالة الاجتماعية وعن المظلومين. 

## وصلات خارجية
- آراء القراء على موقع goodreads حول عرائس المروج